# نهر المساعدي (نصار)
نهر المساعدي (بالفارسية: نهرالمساعدی) هي قرية تقع في إيران في قسم نصار الريفي.